# Coin rouge (religion)
Pour les articles homonymes, voir Coin rouge (homonymie).

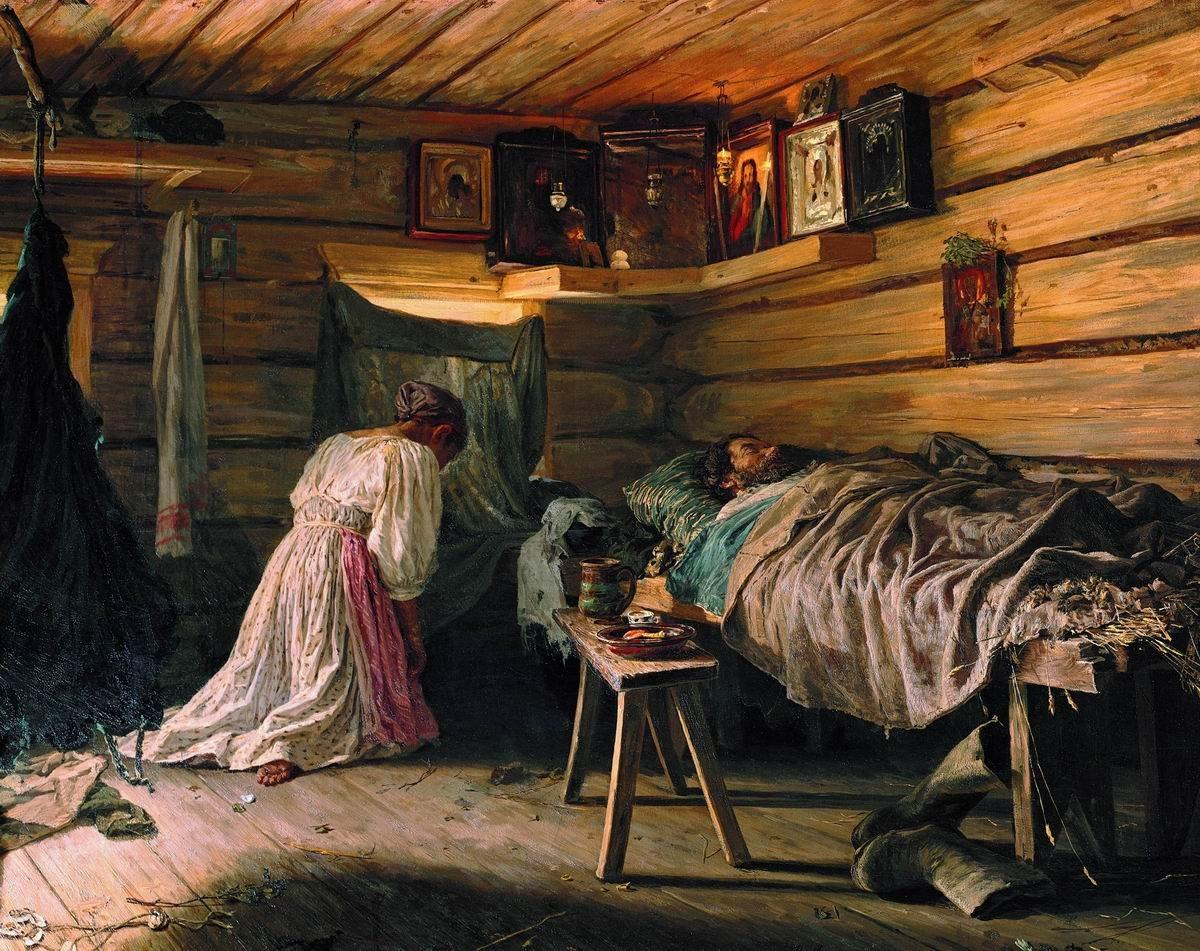
Prière devant l'icône du coin rouge (Vassili Maksimov. Le mari malade. 1881)

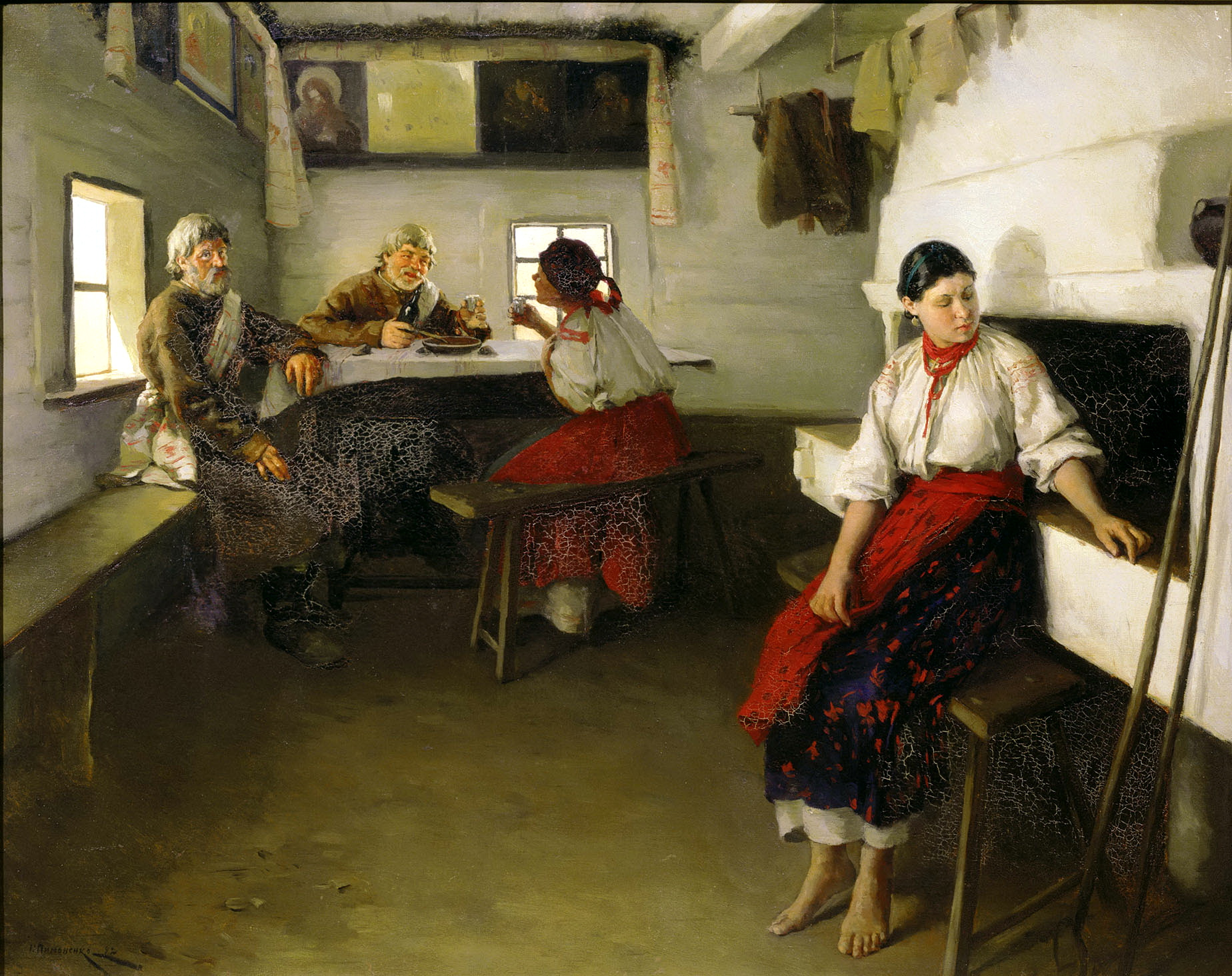
Le coin rouge dans une khata(Nikolaï Pimonenko. Marieurs. 1882).

Le Coin rouge ou coin de l'icône (en russe : Красный угол ou russe : святой угол, russe : кутный угол (кут), russe : кутник, ukrainien : покуть), chez les Slaves orientaux, est l'endroit le plus honoré dans l'isba, la khata, la datcha, la maison ou l'appartement, là où se trouve une icône et une table, généralement tournées vers les sud-est.
Une traduction de ce nom russe krasny ougol pourrait également être le « beau coin » : en russe ancien krasny (красный/-ая) signifie à la fois rouge et beau et peut être compris dans ce dernier sens, aujourd'hui archaïque (beau devient krassivy (красивый/-ая) en russe moderne).
Les icônes placées dans le coin rouge sont assimilées à l'autel des églises orthodoxes. Outre des icônes, les orthodoxes y placent généralement un vase d'eau bénite, une bougie de la chandeleur, des rameaux du dimanche des Rameaux, un œuf de Pâques. En entrant dans une isba le visiteur se signe en premier lieu devant l'icône placée dans le coin rouge, puis il va saluer le maître des lieux.

## Emplacement ducoin rouge
Dans la plus grande partie du territoire de la Russie européenne, dans l'Oural, en Sibérie le coin rouge est disposé dans le coin le plus éloigné de l'isba, du côté est.
Les icônes sont placées dans le coin rouge à un endroit où une personne entrant dans la pièce aura son attention attirée en premier lieu.

## Disposition des icônes
Les icônes qui doivent se trouver au coin de l'icône sont celles de l'Iconographie orthodoxe de Jésus-Christ et de l'Iconographie orthodoxe de la Mère de Dieu. La composition des autres icônes est laissée au choix des croyants. Habituellement les icônes patronales des membres de la famille sont placées dans le coin rouge. Parmi les icônes les plus vénérées se trouvent celles de Nicolas de Myre, que l'on retrouve presque dans toutes les iconostases de maisons. Parmi les saints russes les plus répandus dans ces coins rouges on trouve encore les noms de Serge de Radonège, Séraphin de Sarov, Georges de Lydda et Pantaléon de Nicomédie. La Sainte Trinité et la Crucifiction sont également des motifs fréquemment représentés.